# Писарович, Весна
Весна Писарович (хорв. Vesna Pisarović, родилась 9 апреля 1978 в Брчко) — хорватская певица.

## Биография
Родилась в городе Брчко (ныне Босния и Герцеговина), детство провела в Пожеге до 13 лет. Училась в музыкальной школе по классу флейты, пела в хорах и выступала на музыкальных фестивалях. В середине 1990-х окончила факультет гуманитарных и социальных наук Загребского университета. Выступала во множестве клубов и писала песни, в 1997 году на музыкальном фестивале Zadarfest познакомилась с Миланой Влаович, которая стала писать ей песни.
В 2002 году Весна Писарович выиграла национальный музыкальный фестиваль «Дора» и отправилась на Евровидение в Таллин. С песней «Everything I Want» заняла 11-е место на конкурсе в Таллине. Является автором песни «In the Disco», с которой Дин представил Боснию и Герцеговину на Евровидении в Стамбуле (9-е место).
Проживает в Берлине. В 2012 году выпустила джаз-альбом, на котором свои партии записали Герхард Шлёссль (тромбон), Клейтон Томас (контрабас) и Стив Хизер (ударные).

## Дискография
- 2000: Da znaš
- 2001: Za tebe stvorena
- 2002: Kao da je vrijeme
- 2003: Best of
- 2003: Pjesma mi je sve
- 2005: V. peti
- 2012: With Suspicious Minds